# Новотихоновский тюльпанный луг
Новотихоновский тюльпанный луг — памятник природы регионального значения, созданный в Старополтавском районе с целью сохранения уникального природного комплекса — места произрастания ценных, малочисленных, редких и исчезающих видов растений, в том числе тюльпана Геснера (Шренка), занесённого в Красную книгу Волгоградской области.

## Описание
Памятник природы учреждён постановление Главы Администрации Волгоградской области от 25.08.2009 № 993 «Об объявлении территорий в границах Дубовского, Клетского, Старополтавского, Суровикинского муниципальных районов Волгоградской области памятниками природы регионального значения». Новотихоновский тюльпанный луг занимает два отдельных участка. Первый расположен в 9 километрах юго-западнее хутора Новый Тихонов на полуострове Волгоградского водохранилища, второй — в 1, 5 километра южнее хутора Новый Тихонов. Площадь ООПТ — 284 га. Первый участок — 206 га, второй — 78 га. Физико-географический регион: Восточно-Европейская равнина, Прикаспийская низменность, Заволжский район, подрайон водораздельный. Природная зона — полупустынная, подзона — комплексов на светло-каштановых почвах. Ландшафт: Еруслано-Торгунский плоско-увалистый слабо расчлененный. 
Почвенный покров представлен каштановыми и каштановыми солонцеватыми, с преобладанием тяжелосуглинистых почвами, развитыми на сыртовых отложениях. Почвообразующие породы — четвертичные лёссовидные суглинки и глины. Коренные породы — глины, суглинки и пески сыртовой свиты, а также четвертичные пески, перекрытые лёссовидными породами. Гидрологическая сеть — отсутствует. Основной тип растительных сообществ — сухие бедно-разнотравные типчаково-ковыльные ассоциации в комплексе с белополынными.

## Ограничения на использование земель
На территории памятника природы запрещаются:
- распашка земель, строительство зданий и сооружений, дорог и трубопроводов, линий электропередач и прочих коммуникаций, взрывные работы и разработка новых месторождений полезных ископаемых;
- выпас скота и его прогон по территории памятника природы в период вегетации тюльпана Геснера (Шренка) с 10 марта по 1 июля;
- сбор и уничтожение растений, выкопка луковиц;
- изменение установившегося гидрологического режима территории;
- применение ядохимикатов и химических средств защиты растений сельскохозяйственными и другими организациями и предприятиями без предварительного согласования со специально уполномоченным органом;
- проезд транспорта вне дорог общего пользования, стоянка транспорта вне отведенных мест;
- размещение отходов производства и потребления;
- предоставление земельных участков под застройку для коллективного и индивидуального садоводства и огородничества, организации подсобного хозяйства.

За обеспечение охраны и функционирование ООПТ несёт ответственность Комитет охраны окружающей среды и природопользования Волгоградской области.